# Megalagrion jugorum
Megalagrion jugorum foi uma espécie de libelinha da família Coenagrionidae.
Foi endémica dos Estados Unidos da América.